# Valdesos
Els valdesos, valdesians o, en francès vaudois, són els membres d'un moviment cristià originat al segle xii que volia reformar l'Església i tornar-la a la seva essència primigènia. Es va desenvolupar en diverses regions, principalment al nord-oest d'Itàlia. Van ser perseguits com a heretges a partir del segle xii, arribant a ser gairebé exterminats en el mateix segle. Actualment, hi ha congregacions actives a Europa i a Amèrica, aplegats en comunitats de l'Església Evangèlica Valdesa, integrada en les esglésies protestants.
L'herència espiritual dels valdesos els descriu com a apòstols de l'Evangeli, servidors dels marginats, promotors de la justícia social i respectuosos amb la diversitat religiosa i la llibertat de consciència.

## Història

### Orígens

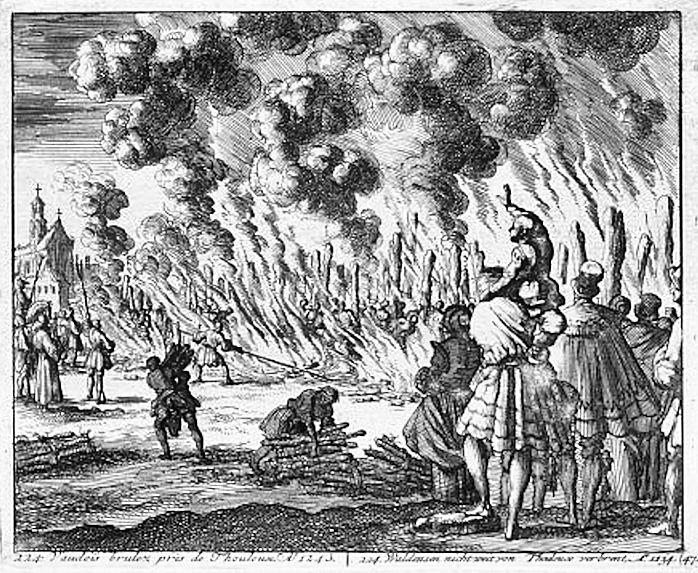
Crema de Valdesos a Tolosa durant el.

No se sap gaire dels inicis dels valdesos a causa de la pèrdua de materials antics. Alguns grups de mennonites, baptistes, Adventistes del Setè Dia i altres grups protestants han pretès que la història dels valdesos es remunta als apòstols, reclamant un origen apostòlic per a la seva església. Els seguidors d'aquesta tesi afirmen que el nom "Valdesos" no prové de Pere Valdès, sinó que designa la zona on vivien: regions muntanyenques i de valls (val, d'on valdesos o vaudois)., i que Pere Valdès prengué el seu nom arran de la seva associació amb els valdesos.
Aquest pensament era habitual al segle xix:
| « | Alguns protestants, en aquesta ocasió, han caigut en el parany que es posà sobre ells... És absolutament fals que aquestes esglésies fossin fundades per Pere Valdès... és una pura falsificació | » |
| — | |   |

| « | No és veritat que Pere Valdès donés el seu nom als habitants de les valls: ja eren anomenats valdesos o vadues abans d'això, de les valls on havien habitat. | » |
| — | |   |

| « | Per un altre costat, ell "va ser anomenat Valdès, o Valdo" perquè rebé el seu aprenentatge religiós dels habitants de les valls. | » |
| — | |   |

Entre els altres suposats fundadors antics trobem Claudi, bisbe de Torí (mort el 840) o Berenguer de Tours (mort el 1088). Molts estudiosos han respost aquestes afirmacions proclamant que els valdesos eren seguidors de Pere Valdès. De la mateixa manera, les esglésies valdeses modernes es reconeixen seguidores de Pere Valdès, acceptat com a fundador del moviment.
La Nòbla Leiçon (La noble ensenyança) alexandrina, escrita en occità antic s'ha cregut tradicionalment que va ser escrita cap al 1100, però les recerques actuals la daten entre el 1190 i el 1240.

### Pere Valdès
D'acord amb els estudis moderns i els mateixos valdesos, el moviment va ésser fundat per Pere Valdès, ric comerciant de Lió que abandonà les seves riqueses i es dedicà a predicar la pobresa pels camins i els carrers de Lió cap al 1177.
Pere Valdès predicà sense permís de les autoritats eclesiàstiques, necessari perquè no era un clergue ni tenia la formació per fer-ho. En 1179 alguns valdesos van anar a Roma, on el papa Alexandre III els prohibí predicar sense l'autorització del clergat local. No obstant això, van desobeir les ordres papals i començaren a predicar segons el seu enteniment de les Escriptures, donant-hi una interpretació lliure. Sostenien que l'Església havia de recuperar la seva senzillesa primitiva i que calia que abandonés l'ostentació a les solemnitats de culte. Demanaven que els sacerdots renunciessin a les riqueses, que els papes deixessin el poder temporal i que tots, fidels i clergat, es comportessin amb la senzillesa i humilitat de Crist i els seus apòstols. Eren postulats similars als que propugnarien els franciscans, altres moviments espirituals contemporanis o els reformistes luterans.
El papa Luci III els declarà herètics al Sínode de Verona el 1184, principalment perquè continuaven predicant sense autorització, i al Quart Concili Laterà del 1215: foren acusats de menysprear el poder eclesiàstic, car ensenyaven i predicaven fora del control del clergat, cometent innombrables errors en la predicació de la doctrina, que el poble inculte assumia com a veritables.
Valdès i els seus seguidors desenvoluparen un sistema per poder anar de ciutat en ciutat i poder-se trobar en secret amb petits grups, en els quals confessaven els seus pecats i feien el serveis religiosos. Un predicador valdès viatjant era conegut com a barba; el grup havia d'allotjar el barba i ajudar-lo a preparar el viatge a la següent ciutat, sempre en secret.

### Resposta catòlica als valdesos

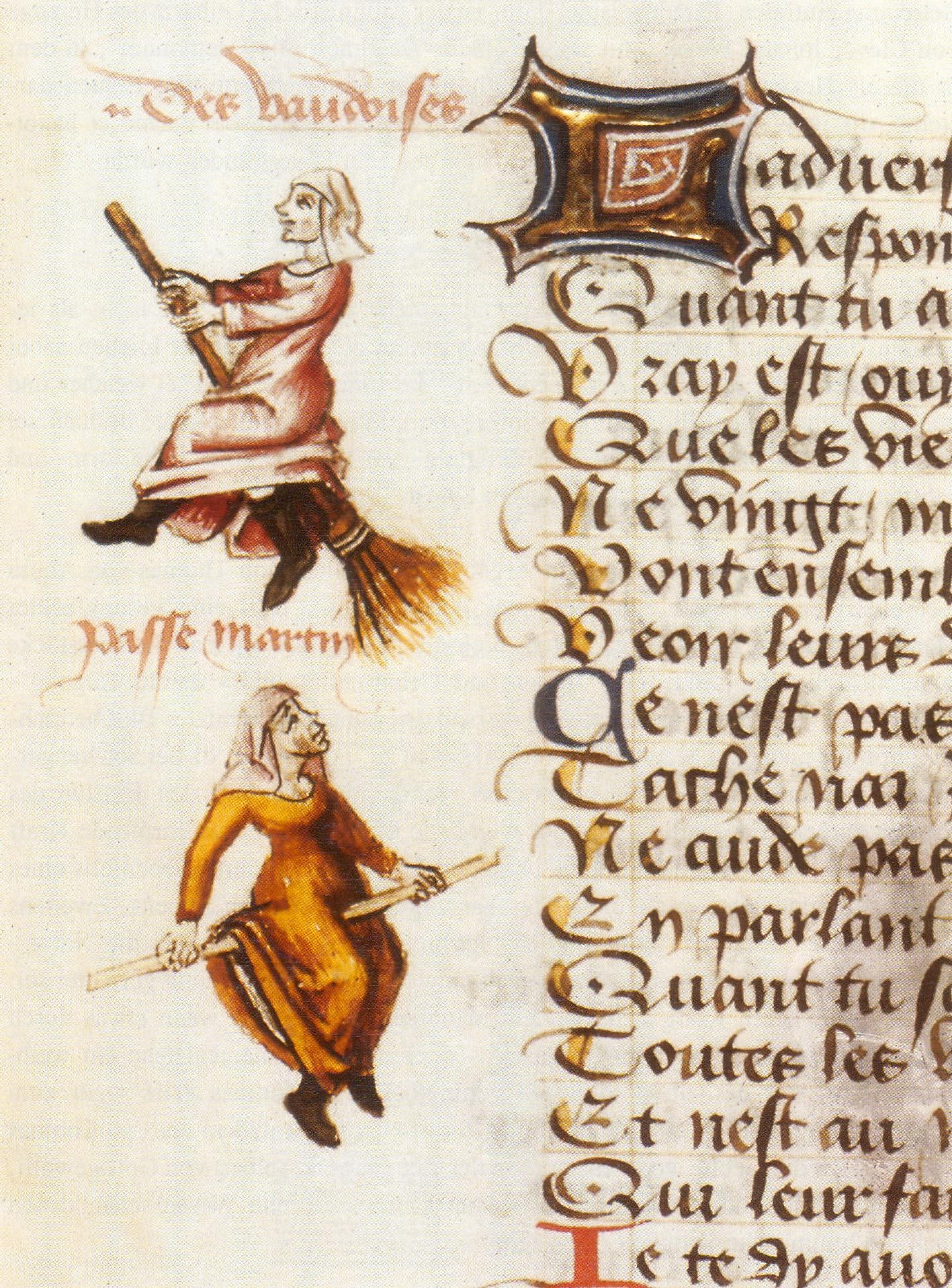
Il·lustracions descrivint les valdeses com bruixes a Le champion des dames, de Martin Le France, 1451.

Els membres del grup van ser declarats cismàtics el 1184 a França i herètics el 1215 durant el Quart Concili Laterà. El rebuig de l'Església va radicalitzar el moviment i, en termes ideològics, els valdesos esdevingueren més anticatòlics, rebutjant l'autoritat del clergat. Ben aviat van haver de fer front a persecucions i execucions. El moviment, però, ja s'havia estès pel sud de França i el nord d'Itàlia. Des del 1230, les persecucions fan que deixessin de predicar públicament. Gabriel Audisio explica: 
| « | En lloc de cercar nous fidels... van dedicar-se a sí mateixos, mantenint-se en la seva fe davant de la pressió exterior i la persecució ... La predicació va seguir sent essencial, però canvià completament en la pràctica. | » |

La majoria de dades sobre els valdesos primitius provenen dels informes de Rainiero Saccho (mort el 1259), un antic càtar convers al catolicisme que en va escriure dos per a la Inquisició: Summa de Catharis et Pauperibus de Lugduno (Sobre els Càtars i els Pobres de Lió) (1254), on dona el nom de Pobres de Lió, habitual en aquell moment, al moviment valdès. Valdès va morir a inicis del segle xiii, probablement a Alemanya; mai no va ser capturat i el seu destí és incert.
Un darrer intent d'obtenir l'aprovació i protecció papal amb Innocenci III acabà en fracàs, i alguns dels seus membres van unir-se als càtars i van ser perseguits, mentre que d'altres es refugiaren a les contrades muntanyoses de Suïssa i Itàlia. Només en sortiren al segle xvi per unir-se als calvinistes, amb els que trobaren molts punts de contacte.

### Reforma
Quan les notícies de la Reforma arribaren a les vall on s'havien mantingut les comunitats valdeses, com la de Tavola Valdese es veié que la nova doctrina coincidia en bona part amb la valdesa. En 1526 se celebrà un sínode de comunitats valdeses a Laus, ciutat de la vall de Chisone, que decidí d'enviar delegats a Ginebra per examinar el nou moviment.
El 1532 es trobaren amb protestants alemanys i suïssos i adaptaren les seves creences a les de l'Església Reformada. L'absorció del moviment pel protestantisme va fer que passés de ser un grup en el llindar del catolicisme i amb moltes creences catòliques a ésser una església protestant, adherint-se a la teologia de Joan Calví, que en el fons diferia molt de les creences de Pere Valdès.
Les Esglésies Reformades suïssa i francesa enviaren Guilhem Farel i Antoine Saunier com a delegats al Sínode de Chanforan, celebrat el 12 d'octubre de 1532. Farel els convidà a unir-se a la Reforma i a abandonar el secretisme en què vivien. Els vcldesos formularen una confessió de fe, segons les doctrines reformades, i decidiren treballar obertament a França. Des d'aquell moment esdevingueren la branca italiana de les Esglésies Reformades.
Traduïren llavors la Bíblia al francès, per Pierre Robert Olivétan amb l'ajut de Calví, que fou publicada per Neuchâtel el 1535; es basava en part en un Nou Testament que feien servir els valdesos, traduït a l'occità de les valls. Els costos de la publicació van ser sufragats per les esglésies valdeses, que recolliren la suma de 1.500 corones d'or per a aquest propòsit.

### La Massacre de Mérindol (1545)

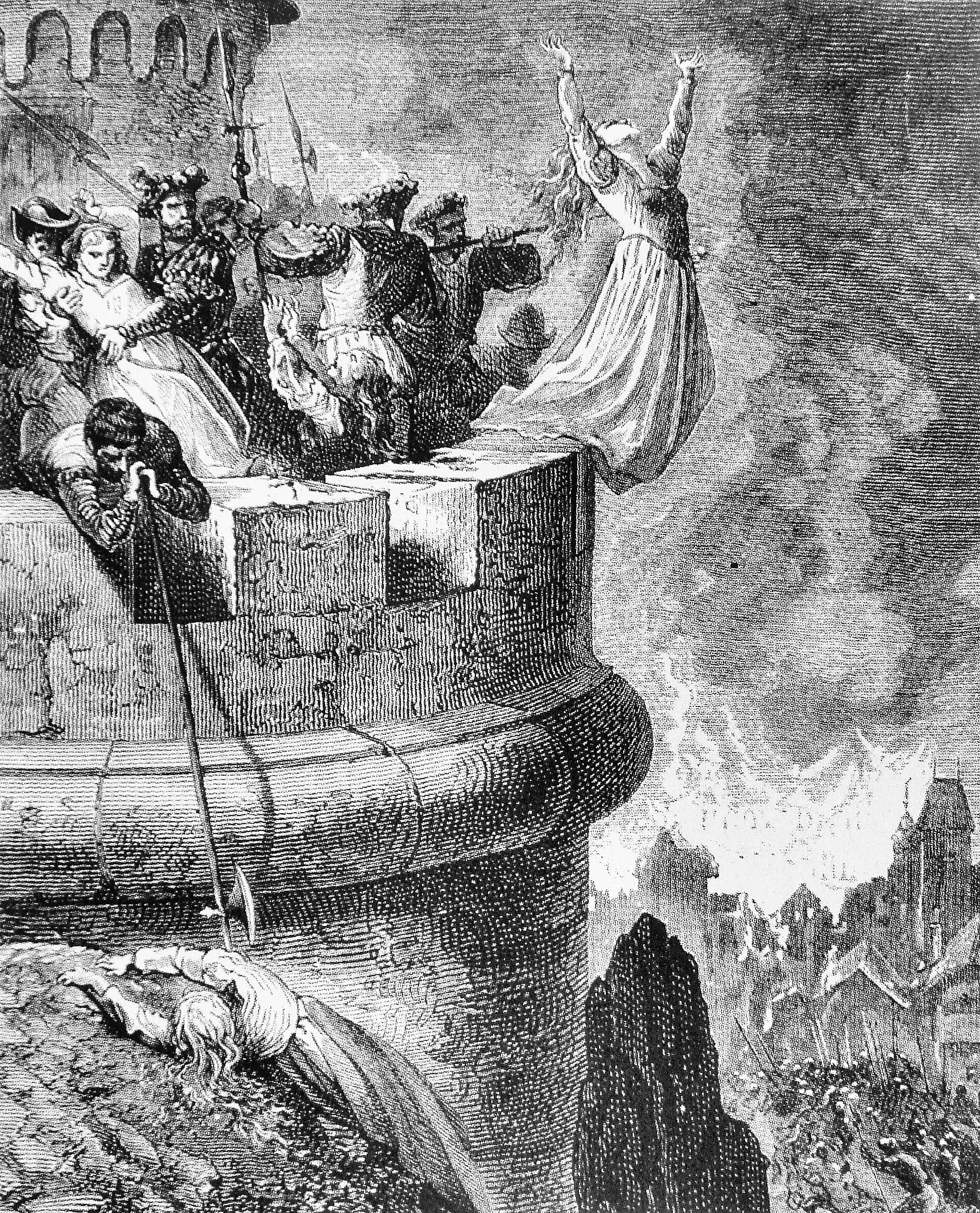
Massacre dels valdesos a Mérindol al 1545.

A les zones frontereres del Piemont, els valdesos s'uniren a les esglésies protestants locals de Bohèmia, França i Alemanya. Després de sortir de la clandestinitat, s'informà al rei francès de la seva sedició, i Francesc I de França publicà l'1 de gener de 1545 l'"Arrêt de Mérindol", decret que donà lloc a l'organització d'exèrcit per a lluitar contra els valdesos de Provença. Comandats per Jean Maynier d'Oppède, primer president del Parlament de Provença, i pel comandant militar Antoine Escalin des Aimars, que venia de les Guerres d'Itàlia, i format per 2.000 veterans, les Bandes de Piémont van massacrar les poblacions valeses. Les morts durant l'anomenada massacre de Mérindol, en 1545, varien segons les fonts, que van des de diversos centenars a milers, i diversos pobles van ser arrasats.
El tractat del 5 de juny de 1561 garantí una amnistia als protestants de les valls, així com la llibertat de consciència i de culte. Els presoners van ser alliberats i es permeté als fugitius que tornessin a les seves llars. La Reforma també va ser beneficiosa per als valdesos, ja que obtingueren el respecte d'altres comunitats i reformadors religioso. Encara, però, haurien de patir les Guerres de religió de 1562–1598.
Cap al 1631, els estudiosos valdesos començaren a veure el seu moviment com a primers iniciadors o precursors de la Reforma, de manera semblant a com eren vistos els seguidors de John Wycliffe o Jan Hus, també perseguits per les autoritats catòliques.

### Història posterior
El 1655, el duc Carles Manuel II de Savoia, catòlic, ordenà als valdesos que assistissin als oficis catòlics o que marxessin exiliats a les valls superiors de la Savoia, donant-los vint dies per vendre les seves terres. En un hivern sever, vells, dones, nens i malalts van "travessar aigües glaçades, van escalar pics gelats fins a arribar a les altes valls on no van ser ben rebuts"; malgrat tot, hi trobaren refugi. El duc, però, rebé falsos informes segons els quals s'havien resistit i hi envià un exèrcit: el 24 d'abril de 1655, a les 4 del matí, es donà el senyal d'atac, provocant una nova massacre generalitzada. La matança va ser tan brutal que causà indignació per tot Europa. Oliver Cromwell, que llavors governava Anglaterra, inicià una campanya en favor del valdesos, escrivint cartes, iniciant col·lectes i amenaçant amb la tramesa de forces militars al rescat. La matança inspirà un famós sonet de John Milton sobre els valdesos: "On the Late Massacre in Piedmont".

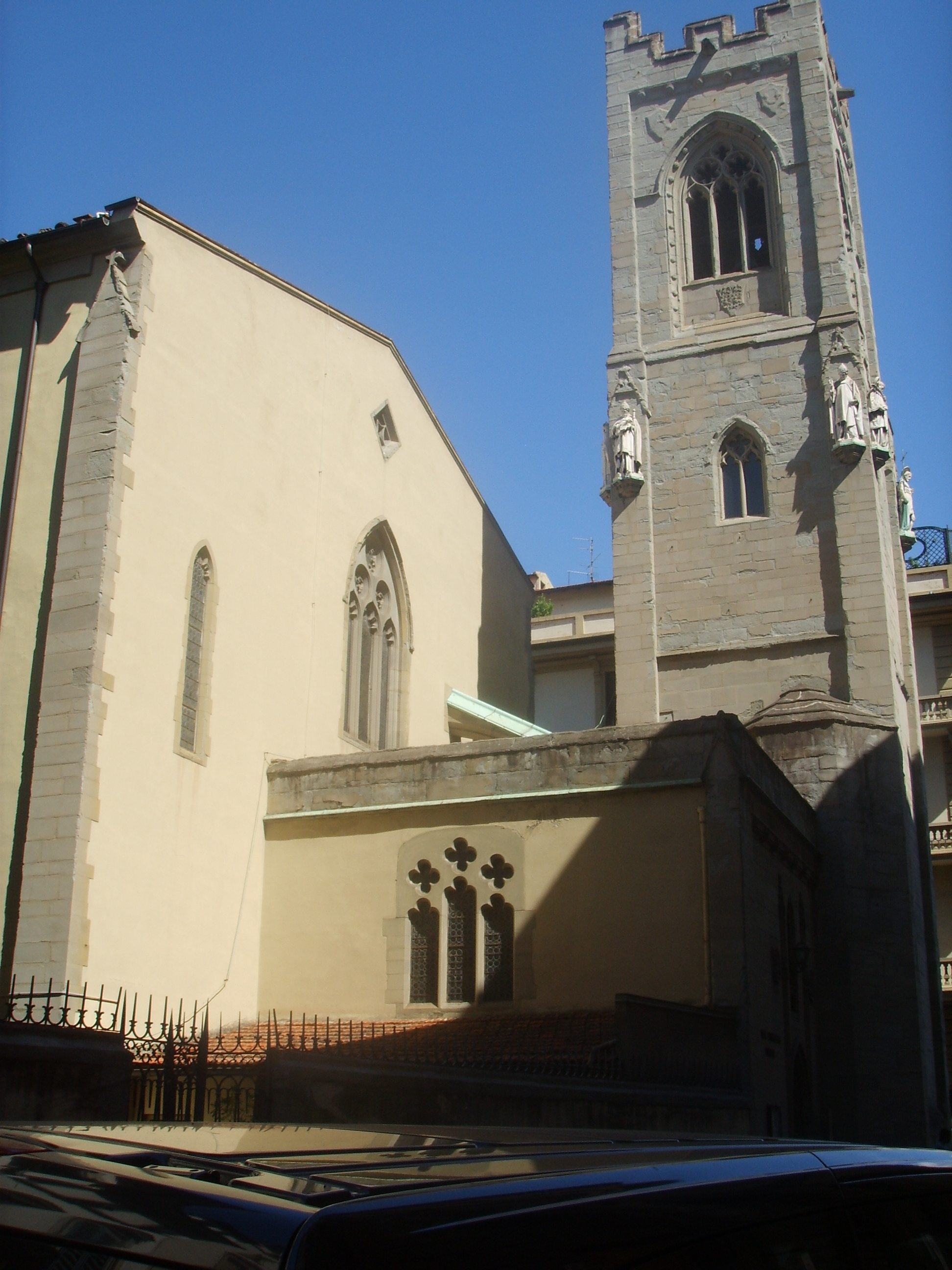
Església valdesa de Florència

La resistència no acabà fins al decenni de 1660, liderada per un granger, Josué Janavel. En 1685 Lluís XIV revocà l'Edicte de Nantes, que garantia la llibertat de religió dels protestants a França. El seu cosí, el duc Víctor Amadeu II de Savoia, seguí l'exemple del rei francès i també retirà la protecció als protestants del Piemont. En la renovada persecució, un edicte decretà que tots els habitants de les valls haurien de fer públics els seus errors religiosos en quinze dies, sota pena de mort, a més de decretar la destrucció de totes les esglésies valdeses. Exèrcits francesos i piemontesos envaïren les valls, cometent-hi grans crueltats contra els seus habitants. El pastor Henri Arnaud buscà l'ajut de Guillem d'Orange, reuní una colla de seguidors a Suïssa i en 1689 intentà reconquerir les seves llars a les valls.
Després de la Revolució Francesa, els valdesos del Piemont van obtenir la llibertat de consciència i en 1848, el rei Carles Albert I de Sardenya els garantí drets civils. En biblioteques de París i Dublín s'havien conservat còpies manuscrites de l'Evangeli de Joan en occità. Els manuscrits s'empraren com a base per al treball de Gilly publicat el 1848, en el qual relatava la història del Nou Testament segons els valdesos. Un grup de valdesos s'establí als Estats Units, a Valdese (Carolina del Nord). Les empreses valdeses dominaren la indústria de la xocolata torinesa durant la segona meitat del segle xix, i sovint se'ls reconeix com a inventors de la Gianduja.
Grups posteriors com els anabaptistes i els baptistes també començaren a senyalar els valdesos com a exemple dels primers cristians allunyats de l'Església Catòlia Romana, i amb creences que interpretaven de manera semblant a la seva. El llibre Mirall dels màrtirs dels mennonites els cita així pels seus intents de marcar la història dels creients fins als apòstols. James Aitken Wylie (1808–1890) creia que els valdesos havien preservat la fe apostòlica durant l'edat mitjana. Així mateix, Ellen G. White, de l'Església Adventista del Setè Dia, ensenyà que els valdesos havien preservat la veritat bíblica durant l'anomenada Gran Apostasia de l'Església Catòlica Romana. Creia que els valdesos havien mantingut el Sabbath, i que havien implantat la Reforma a Europa i que, basant-se en el catecisme dels valdesos, conservaven els Deu Manaments.
Alguns valdesos s'uniren als anabaptistes. Un grup italià marxà a Suïssa cercant-hi protecció religiosa, i d'allí emigraren a Pennsilvània, on esdevingueren seguidors de Menno Simons. Alguns migraren cap al Canadà, on encara existeixen algunes comunitats valdeses.
Avui, l'Església Valdesa està inclosa a l'Aliança d'Esglésies Reformades de l'Orde Presbiterià. L'Església Valdesa actual es considera una església cristiana protestant de la tradició reformista de Huldrych Zwingli i Joan Calví. Reconeix l'estàndard doctrinal de la confessió de fe publicada el 1655, basada en la confessió reformada de 1559. Admet només dos sagraments, el Baptisme i el Sopar del Senyor. L'autoritat suprema és exercida mitjançant un sínode anual, i els afers de les congregacions són administrades per un consistori sota la presidència del pastor.
Durant els segles, les esglésies valdeses s'han estès per tot el món, tot i que la majoria d'historiadors es mostren d'acord que "els valdesos van acabar a l'època de la Reforma, quan van ser engolits pel Protestantisme".

## Els valdesos al món

### Itàlia
En 1848, després de segles de persecució, els valdesos van obtenir la llibertat legal al regne de Sardenya-Piemont com a resultat de les reformes liberals que seguí Carles Albert I de Sardenya en la seva constitució (l'Estatut Albertí). L'Església Evangèlica Valdesa, com es va constituir, es desenvolupà i s'estengué per la península italiana. Va aconseguir nous adeptes en construir escoles en algunes de les regions més pobres d'Itàlia, com Sicília: encara existeix una església valdesa a la ciutat de Grotte (província d'Agrigent, Sicília).
Durant l'ocupació nazi del nord d'Itàlia a la II Guerra Mundial, els valdesos italians van mostrar-se actius en salvar jueus davant l'extermini imminent, portant molts d'ells a les mateixes valls que els antics valdesos havien ocupat.
El 1975 l'Església Valdesa s'uní a l'Església Metodista Italiana per formar la Unió d'Esglésies Valdeses i Metodistes, membre del Consell Mundial d'Esglésies, de l'Aliança Mundial d'Esglésies Reformades i del Consell Mundial Metodista. Té uns 50.000 membres (45.000 valdesos, dels quals 30.000 estan a Itàlia i uns 15.000 dividits entre l'Argentina i l'Uruguai, i uns 5.000 metodistes).

### Sud-amèrica
Els primers valdesos provinents d'Itàlia arribaren a Sud-amèrica el 1856 i, actualment, l'Església Valdesa del Río de la Plata (unida a l'Església Evangèlica Valdesa) té unes 40 congregacions i uns 15.000 membres entre Uruguai i Argentina.

### Alemanya
El 1698 uns 3.000 valdesos emigraren des d'Itàlia, establint-se a la vall del Rin septentrional. Molts d'ells acabarien tornant al Piemont, però els que es quedaren a Alemanya van ser assimilats per les esglésies estatals (luterans i reformats), i actualment existeixen 10 congregacions com a part de la Evangelische Kirche in Deutschland.

### Estats Units
És des dels temps colonials que els valdesos van trobar llibertat a les costes nord-americanes, com es veu per la seva presència a Nova Jersey i Delaware. Al final del segle xix, molts italians, entre ells valdesos, emigraren als Estats Units. Hi van fundar comunitats a Nova York, Chicago, Monnet, Galveston i Rochester. Alguns valdesos que vivien a la regió dels Alps Cottians emigraren a Carolina del Nord el 1893 i fundaren l'assentament valdès més gran dels Estats Units: Valdese, on la congregació empra el nom d'Església Presbiteriana Valdesa.
El 1906, a través de la iniciativa d'esglésies de Nova York, els grups valdesos interessats van ser convidats a formar una coalició, The American Waldensian Aid Society (AWS), organitzada "recollir fons i destinar-los a l'ajut de l'Església Valdesa a Itàlia i a on sigui... i per fer créixer l'interès pels Estats Units pel treball de l'Església". Actualment, aquesta organització segueix sota el nom d'American Waldensian Society. La seva missió és promoure el diàleg entre les esglésies valdeses a Itàlia i Sud-amèrica i les esglésies cristianes a Nord-amèrica per tal de promoure una visió completa del cristianisme valdès per Nord-amèrica. La American Waldensian Society assisteix esglésies, organitzacions i famílies per promoure la cultura i la història dels valdesos. És amiga d'aquells que treballen per preservar-ne l'herència mil·lenària entre els seus descendents.
Durant la dècada de 1920, la majoria de les esglésies i missions valdeses s'uniren a l'Església Presbiteriana a causa de l'assimilació cultural de les segones i terceres generacions. Tant la Waldensian Presbyterian Church com la American Waldensian Society tenen vincles amb l'Església Evangèlica Valdesa italiana, però, a diferència de les comunitats valdeses sud-americanes, són independents.